# 플레장스구

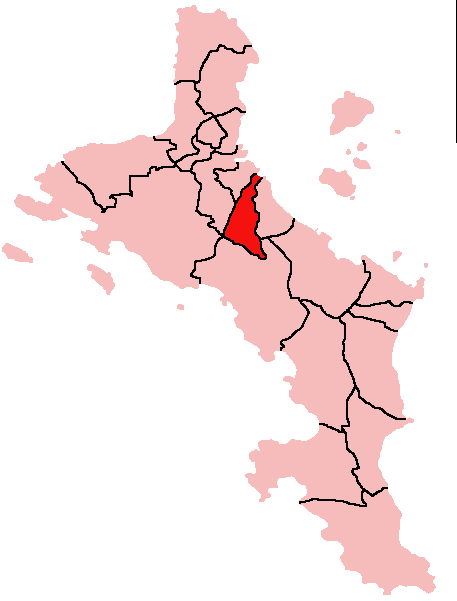
플레장스구의 위치

플레장스구(프랑스어: Plaisance)는 세이셸을 구성하는 25개 구 가운데 하나로 마에섬에 위치한다. 면적은 3.4km2, 인구는 3,399명(2002년 기준)이다.